# Texas Instruments SBP0400

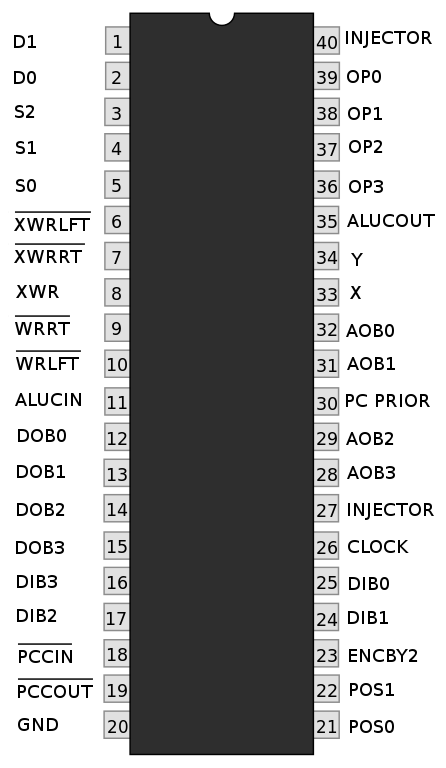
Pinout des SBP0400

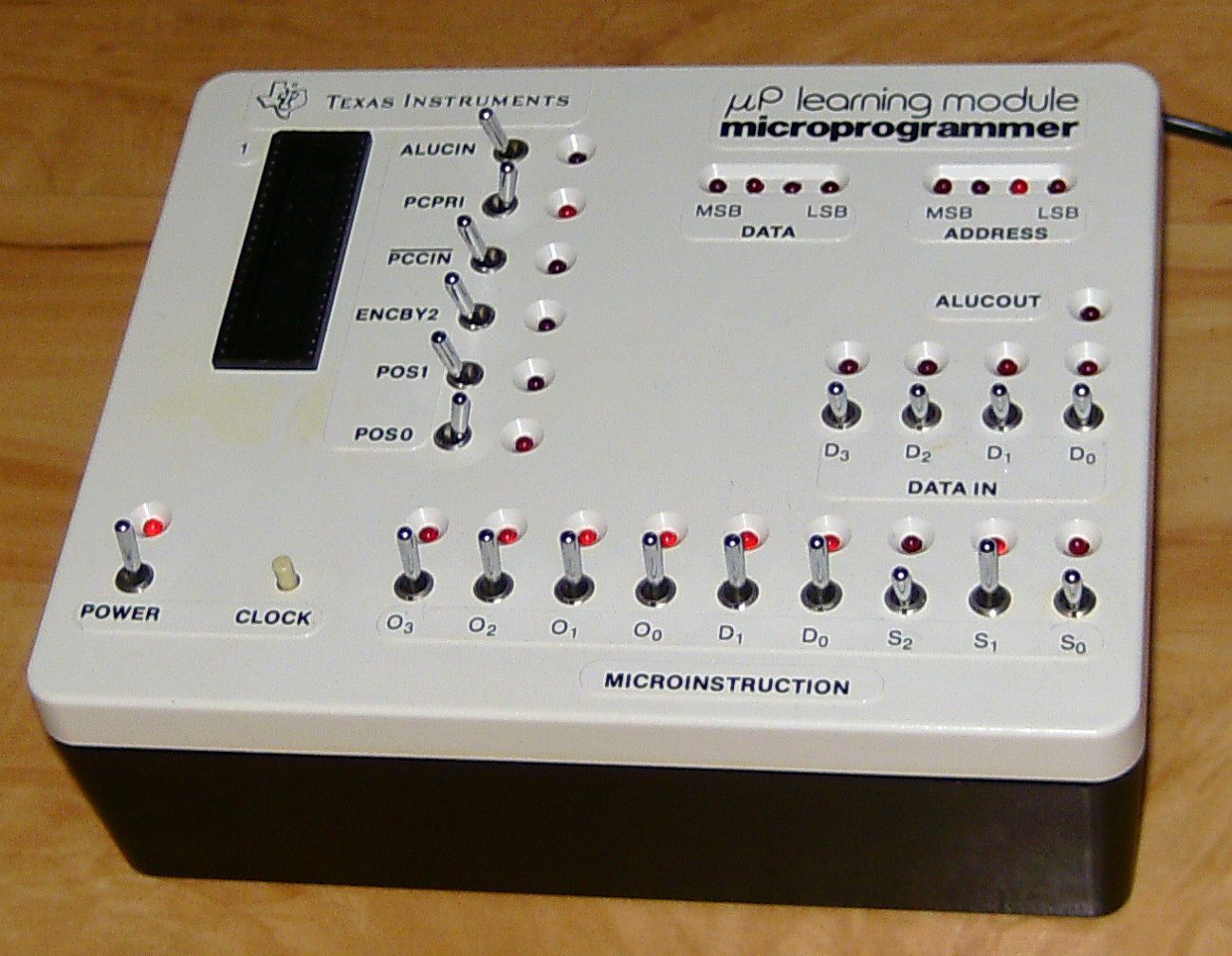
Lerncomputer LCM-1001 mit SBP0400-CPU im Inneren

Der Texas Instruments SBP0400 (SBP = silicon bipolar), auch SBC 0400 und X0400 ist ein mikroprogrammierbarer 4-Bit-Bit-Slice-Prozessor, der 1976 eingeführt wurde (Die Auslieferung begann im Dezember 1975). Er zählt mit zu den ersten VLSI-Prozessoren und war der erste Baustein in den USA mit I²L-Schaltungstechnik (integrierte Injektionslogik). Er wurde zumindest für Forschung und Lehrzwecke u. a. in der Luft- und Raumfahrt (NASA) und im Lerncomputer LCM-1001 (Texas Instruments, 1976) verwendet. Dieser Mikroprozessor-Lerncomputer war vermutlich der erste des Unternehmens.

## Technische Daten
- Technik: I²L (an den IO-Pins TTL-kompatibel, I²L ist ca. 10-mal schneller als TTL)
- Anzahl der Gatter: 1616
- Gatter pro Quadratmillimeter: 81
- Taktfrequenz (je nach Material): 1 MHz – max. 5 MHz[4][5]
- Anzahl Befehle: 512 (459 beim LCM-1001)
- arithmetisch-logische Einheit (ALU) mit 16 Befehlen
- frei programmierbare PLA
- allgemeines Register: 8 Worte
- zwei 4-Bit Arbeitsregister
- Operationsregister 20-Bit
- kaskadierbar um jeweils 4-Bit zum 8/12/16-Bit-Prozessor
- paralleler Zugriff auf Kontroll-, Daten- und Adressfunktionen
- Bauform: 40-Pin-DIP (dual in-line package)
- Mindestspannung: 0,4 V

## Lerncomputer LCM-1001
Der Lerncomputer enthält neben dem SBP0400 ein 74279 Latch sowie einen Akku im Inneren. Betrieben wird er mit einem 7-V-Netzteil.
Die Bedienung erfolgt über insgesamt 20 Kippschalter, die sich in neun Befehlsschalter, vier Dateneingabeschalter, sechs Kontrollschalter, sowie dem Hauptschalter aufteilen. Die Schalterstellung „unten“ bzw. „links“ entspricht der digitalen „0“ bzw. LOW; die Position „oben“, bzw. „rechts“ entspricht der „1“ bzw. HIGH. Die Schalterstellung wird bei „1“ zusätzlich durch ein Aufleuchten einer roten Leuchtdiode angezeigt. Als Ausgabe dienen weitere neun Leuchtdioden, je vier für Daten und Adresse, sowie eine für ALUCOUT (ALU carry-out).
Die Befehle werden also bitweise eingegeben, wobei sich das 9-Bit Datenwort in vier ALU-Befehlsbits, zwei Ziel- und drei Quelloperanden aufteilen. Die niedrigstwertige Bitposition (LSB) innerhalb der drei Gruppen ist jeweils rechts. Nach jeder Datenein- oder erwarteten Ausgabe muss der „CLOCK“-Druckschalter betätigt werden, um den Befehl in das Befehlsregister zu schreiben und den Befehlszähler zu erhöhen. Je nach verwendetem Befehl erfolgt anschließend die Eingabe über die vier Datenschalter.
Die Kontrollschalter sind: ALUCIN (ripple-carry in), PCPRI (program counter priority), nötig um die Ausgabe-LEDs am Adressbus einzuschalten, PCCIN (program counter carry-in), ENCBY2 (enable Increment by a displacement of 1 or 2), POS1, POS0 (Position PIN).
Ein DIL-40-Sockel dient der optionalen Erweiterung durch drei weitere Module der LCM-1000-Serie oder eigener Aufbauten. Die PIN-Belegung ist identisch mit der des SBP0400 (Spannungsversorgung am zweiten INJECTOR-PIN = PIN 40)
- LCM-1001 Grundgerät (damaliger Neupreis $ 149,95)
- LCM-1002 Controller-Modul zur Makro-Programmierung mit 256×20 PROM ($ 189,95)
- LCM-1003 Speichermodul für 1024 12-Bit Worte ($ 189,95)
- LCM-1004 Input/Output-Modul ($ 109,95)

## Prototyp, Nachfolger und Nachbauten
Der Prototyp erhielt die Bezeichnung X0400.
Zur Familie gehört auch der SBP0401 (ohne Operationsregister, mit asynchronem Befehlsdecoder)
Bit-slice-Nachfolger (8 bit) von TI waren der SN54AS888 und der SN74AS888. Als 16-Bit-Prozessor der SBP9900.
In der früheren Sowjetunion gab es einen SBP0400-Clone, den Soviet Electronika 582IK2 (К582ИК2).
Ab 1972 erschien von TI die programmierbare Terminalreihe Silent 700, darunter 1977 das „intelligente“ Model 770. 1977 erschien das umfangreiche Entwicklungssystem AMPL zum TMS9900.